# Renate Hermann
Renate Hermann (* 1960) ist eine deutsche Kommunikationswissenschaftlerin und Journalistin. Seit 1999 ist sie Professorin für Multimedia und Kommunikation an der Hochschule Ansbach. Daneben ist sie seit 2020 Vorstandsvorsitzende des MedienCampus Bayern, des Netzwerks der bayerischen Medienstudiengänge.

## Lebenslauf
Nach dem Studium der Kommunikationswissenschaften, Biologie und Psychologie an der Ludwig-Maximilians-Universität München arbeitete sie langjährig als Medizin-Journalistin (u. a. für die „Die Neue Ärztliche“/FAZ, „International Medical News“). Sie war Filmautorin für Gesundheitsmagazine im Bayerischen Rundfunk und der ARD  („Die Sprechstunde“, „Ratgeber Gesundheit“, „Report“, „alphamed“). Hermann war Redakteurin bei „Bleib Gesund“ (SAT.1), einer Dokuserie in Kooperation mit der Weltgesundheitsorganisation, WHO („Traditional Ways of Healing“), stellvertretende Chefredakteurin von „Health Online Service“ (Burda/Bertelsmann) und Programmdirektion für medizinische Spartenkanäle (IP-TV).
Seit 1998 lehrt Hermann an der Hochschule Ansbach in den Bereichen Multimedia und Kommunikation sowie Telemedizin. Ihre Schwerpunkte im Rahmen der Professur, die sie seit November 1999 innehat, sind Konzeption und Realisation von Printtiteln, Internetportalen und Multimedia-Projekten, Cross-Media-Marketing, digitale Videoproduktionen für Industrie, staatliche bzw. kommunale Einrichtungen und Lehre, Weiterbildung von Akademikern (Zweitstudium und Ärztefortbildung). Sie baute den Studiengang „Ressortjournalismus“ mit Start im Wintersemester 2008/2009 auf und ist Mitglied der Programmkommission der Virtuellen Hochschule Bayern (vhb). Außerdem ist sie Studiengangsleiterin des Masterstudiengangs Multimediale Information und Kommunikation.
Renate Hermann ist Mitgründerin des MedienCampus Bayern, der 1998 als zentraler Verein für Medienaus- und -fortbildung unter der Federführung der Bayerischen Staatskanzlei ins Leben gerufen worden ist. Seit 2017 vertritt sie die Hochschulen und Universitäten im Vorstand, seit Anfang 2020 ist sie Vorstandsvorsitzende des Vereins mit Sitz in München.
In der Ansbacher Innenstadt hat Hermann den PixelCampus als Ausgründung und Showroom der Hochschule Ansbach im April 2019 errichtet.
Außerdem ist Hermann Vorstand im Netzwerk Gesundheit und bei der Vereinigung zur Förderung der Integration asiatischer Heilmethoden in Europa.
Seit Oktober 2021 ist Hermann Präsidiumsmitglied der Bayerischen Akademie für Fernsehen und Digitale Medien in Unterföhring.

## Bücher und Veröffentlichungen
Neben ihren journalistischen Veröffentlichungen ist sie Autorin von Fachliteratur, insbesondere im Bereich Wissenschaftsjournalismus. Im Journalismus-Lehrbuch Special Interest aus der von Walther von La Roche gegründeten Reihe Journalistische Praxis im Verlag Springer VS hat sie den Beitrag über Wissenschaftsjournalismus mit dem Schwerpunkt Medizinjournalismus verfasst. Zudem hat sie für diverse medizinische Publikationen Fachartikel verfasst.
Hermann ist Initiatorin und Herausgeberin der multimedialen Plattform "Frankensein" für Westmittelfranken.
- Renate Hermann: Wissenschaftsjournalismus. In: Markus Kaiser (Hrsg.): Special Interest : Ressortjournalismus - Konzepte, Ausbildung, Praxis (= Journalistische Praxis). Springer VS, 2012, ISBN 978-3-658-01736-1, S. 157–180.